# 大衛·穆塞爾
大衛·「戴夫」·穆塞爾（英語：David "Dave" Musser，1944年8月24日—）是一名計算機科學家，美國壬色列理工學院計算機科學榮譽教授。
他因其在泛型編程（尤其是在C++中的應用）方面的工作以及與亞歷山大·斯特潘諾夫的合作而知名。他們的合作包括在Musser & Stepanov (1989)一書中創造「泛型編程」一詞，並促成C++标准模板库 (STL) 的創建。
在Musser (1977)一書中，他開發了名為內省排序的排序演算法和名為內省選擇的相關選擇算法，為STL提供既高效又具有最佳最壞情況性能的演算法。
2007年，他從壬色列理工學院退休。

## 部分出版
- Musser, D. R.; Stepanov, A. A. . P. Gianni  (编). . Lecture Notes in Computer Science 358. 1989: 13–25. ISBN 978-3-540-51084-0. doi:10.1007/3-540-51084-2_2.
- Musser, David R. . Software: Practice and Experience. 1997, 27 (8): 983–993  [2024-01-09]. doi:10.1002/(SICI)1097-024X(199708)27:8<983::AID-SPE117>3.0.CO;2-#. （原始内容存档于2012-07-16）.

## 外部連結
- David Musser's home page （页面存档备份，存于）